# 马王堆中学
马王堆中学是湖南省长沙市的一所中学，该校位于长沙市芙蓉区马王堆路，占地面积9,500多平方米，建筑面积6,700多平方米。距学校200余米处有著名的马王堆汉墓出土地。

## 历史沿革
- 1972年，双新小学附中，直属马王堆乡教育组，在长沙市教育局排号为36，又名长沙市第三十六中学。
- 1977年，更名为马王堆中学，直属长沙市郊区教育局。
- 1996年，直属长沙市芙蓉区教育局。

## 校训
厚德精业，求实创新

## 历届主要领导
- 1972.09—1974.08，校长：李香珍
- 1974.09—1977.08，校长：苏爱华
- 1977.09—1982.08，校长：沈厚健
- 1982.09—1987.08，书记：沈厚健，校长：陈绪常
- 1987.09—1990.08，书记：沈厚健，校长：李若芬
- 1990.09—1992.08，书记：沈厚健，校长：张俭霞
- 1992.09—1996.01，书记：苏兰芳，校长：石曙红
- 1996.02—1999.07，书记：周锡黄，校长：张希云
- 1999.08—2001.01，书记：张希云，校长：唐国平
- 2001.02—2005.01，书记：虢正良，校长：李国安